# Mel Sterland
Melvyn "Mel" Sterland, född 1 oktober 1961 i Sheffield, England, är en före detta engelsk professionell fotbollsspelare och manager. Han spelade 434 ligamatcher och gjorde 62 mål som högerback i Sheffield Wednesday, Rangers, Leeds United och Boston United under en spelarkarriär som sträckte sig 18 år mellan 1978 och 1996. Efter karriären som spelare fortsatte han tre år som manager för Boston United. 
Han spelades dessutom sju landskamper och gjorde tre mål för England U21 samt en landskamp med England 1988.